# Каза
Каза̀ (на турски: kaza) или кааза̀ е административно-териториална единица в Османската империя, подразделение на санджак. Управлява се от каймакам. 
В края на 19 и началото на 20 век каазата се разделя на нахии (не задължително), а няколко кази формират санджак. Казата от своя страна се делила на по-малки административни области, наречени нахии, управлявани от мюдюри.

## В територията на днешна България
След Освобождението на България тази административно-териториална структура е запазена от Временното руско управление, което премахва само вилаетите, а останалите единици са преименувани както следва: санджаците стават губернии; казите – окръзи; нахиите – волости или околии; беледиетата и меджлисите – общини (градски и селски).
Каазата приблизително съответства по значение на окръг (след 1999 г. - област) в България.